# Jan Utenhove
Jan Utenhove (Gand, 1516 – Londra, 6 gennaio 1566) è stato uno scrittore fiammingo, famoso soprattutto per le sue traduzioni in olandese dei Salmi e del Nuovo Testamento.
Utenhove nacque in una ricca famiglia fiamminga che annoverava Erasmo da Rotterdam tra i suoi amici. Utenhove fu costretto a lasciare Gand nel 1544, probabilmente per reazione a un suo morality play, scritto nel 1532 e rappresentato nel 1543. Da quel momento in poi Utenhove non ebbe un domicilio fisso ma viaggiò in tutta Europa, visitando tra l'altro il riformatore della chiesa svizzera Heinrich Bullinger. Visse a Strasburgo, Londra, Emden e in Polonia, dove incontrò e sposò sua moglie, Anna van Hoorne. Dal 1559 Utenhoven tornò a vivere a Londra, dove rimase fino alla sua morte (1566).
Durante il suo soggiorno a Londra, dove ebbe un ruolo importante nella locale comunità religiosa olandese, Utenhove tradusse i Salmi, che furono pubblicati nel 1566 con il titolo De Psalmen Davids (I salmi di Davide). Quello stesso anno fu pubblicata la sua traduzione del Nuovo Testamento, Het Nieuwe Testament na der Griekscher waerheyt in Nederlandsche sprake grondlick end trauwelick overghezett ("Il nuovo Testamento tradotto interamente e fedelmente in lingua olandese dall'originale greco") su richiesta della comunità religiosa di Emden.
La sua traduzione del Nuovo Testamento è importante per la storia della letteratura olandese perché è la prima traduzione completa della Bibbia in lingua olandese. Utenhoven usò i dialetti olandesi del basso sassone, parlati nella regione a nord-est, quindi questa traduzione è anche uno dei primi documenti letterari di quella parte dei Paesi Bassi. Utenhove cercò di tradurre il testo greco per quanto possibile in modo letterale e questo, insieme alla scelta di un linguaggio colto ed elevato, fece sì che l'opera non fosse accettata unanimemente.  